# Uedesheimer Rheinbogen

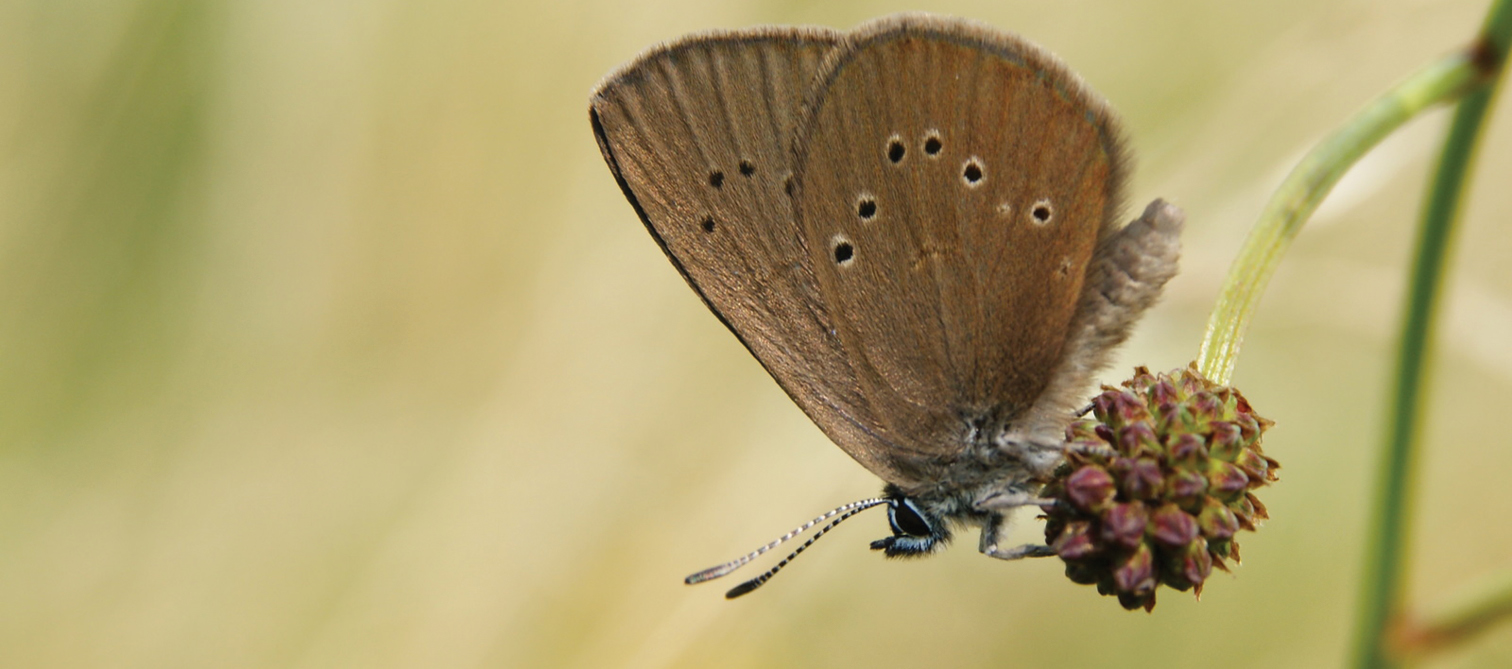
Dunkler Wiesenknopf-Ameisenbläuling mit spannender Fortpflanzungsgeschichte

Der Uedesheimer Rheinbogen ist ein Grünzug am linken Rheinufer an der Fleher Brücke östlich von Grimlinghausen und nördlich von Uedesheim, beides Stadtteile von Neuss. Eine Fläche von 108,95 ha ist seit 1987 als Naturschutzgebiet ausgewiesen. Hier ist der Standort des Wasserwerks Rheinbogen.
Seit 2004 ist der größte Teil des Naturschutzgebiets auch als FFH-Gebiet „NSG Uedesheimer Rheinbogen“ geschützt.

## Beschreibung
Das Gebiet wird im Fachinformationssystem des Landesamtes für Natur, Umwelt und Verbraucherschutz in NRW wie folgt beschrieben:

„Das Gebiet umfasst den Abschnitt des Rheins und seiner Aue nördlich Uedesheim. Es teilt sich in zwei getrennte Fläche westlich und östlich der Autobahn A 46. Das Gebiet wird vornehmlich von Grünlandflächen unterschiedlicher Feuchtestufen eingenommen. Gegliedert wird das Grünland durch Kopfbaumreihen und Weidengebüschen. Zum Rheinufer hin schließt sich ein gut ausgebildeter Gürtel aus Kopfweiden an. Am Rheinufer hat sich ein Weidenauenwaldstreifen ausgebildet, stellenweise sind naturnahe Flussabschnitte mit Schlammufervegetation vorhanden. Beide Teilflächen sind durch artenreiche Salbei-Glatthaferwiesen gekennzeichnet. In flachen Geländemulden liegende Grünlandflächen haben feuchte bis nasse Ausprägungen. Im östlichen Teil sind auf trocken-warmen Standorte Trockenrasen ausgebildet. Im Süden der westlichen Teilfäche liegt entlang eines temporär wasserführenden Grabens eine stärker vernässte Zone mit Weidengebüschen und Röhrichten. Im östlichen Teil liegt eine Grünlandbrache mit Kleingewässern (Kompensationsmaßnahmen). Bedingt durch den Strukturreichtum und gefördert durch die extensive Nutzung des Grünlands als ein- bis zweischürige Wiesen beherbergt das Gebiet zahlreiche gefährdete Tier- und Pflanzenarten. Es handelt sich um eines der wenigen naturnahen Flussabschnitte entlang des mittleren Niederrheins. Magere, artenreiche Grünländer, Trockenrasen und Auenwaldreste sind im Flachland als äußerst selten und stark gefährdet einzustufen. Insbesondere das hier großflächige Vorkommen der Flachlandglatthaferwiesen ist hervorzuheben.“

## Schutzziele
Der Landschaftsplan (2003) für das NSG Uedesheimer Rheinbogen nennt folgende Schutzziele: Erhalt der FFH-Gebiete relevanten Lebensraumtypen:
- Erlen-, Eschen- und Weichholz-Auenwälder (Prioritärer Lebensraum),
- Trespen-Schwingel Kalktrockenrasen (Prioritärer Lebensraum),
- Feuchte Hochstaudenfluren,
- Glatthafer- und Wiesenknopf-Silgenwiesen,
- Natürliche eutrophe Seen und Altarme,
- Flüsse mit Schlammbänken und einjähriger Vegetation. und
- Hartholz-Auenwälder.

Der Schutz folgender Tierarten steht im gemeinsamen überregionalen Interesse der Europäischen Union und besitzt laut FFH-Richtlinie bzw. Vogelschutzrichtlinie Relevanz:
Dunkler Wiesenknopf-Ameisenbläuling Rote Liste (RL 1), Rotmilan (RL 3), Schwarzmilan, Baumfalke (RL 2), Wanderfalke, Kiebitz (RL 2), Flussregenpfeifer (RL 1), Pirol (RL 1) und Nachtigall (RL 3).
Besonderen Schutz unterstehen auch folgende Arten der Roten Liste für NRW, insbesondere: Gartenrotschwanz (RL 2), Steinkauz (RL 3), Flussuferwolfsspinne und Feld-Grashüpfer. An seltenen und besonders zu schützenden Pflanzenarten seien hervorgehoben: Gelbe Sommerwurz (Orobanche lutea) (RL 1), Nelken-Sommerwurz (Orobanche caryophyllacea) (RL 3S), Spießblättriges Tännelkraut (Kickxia elantine) (RL 2) und Eiblättriges Tännelkraut (Kickxia spuria) (RL 2).

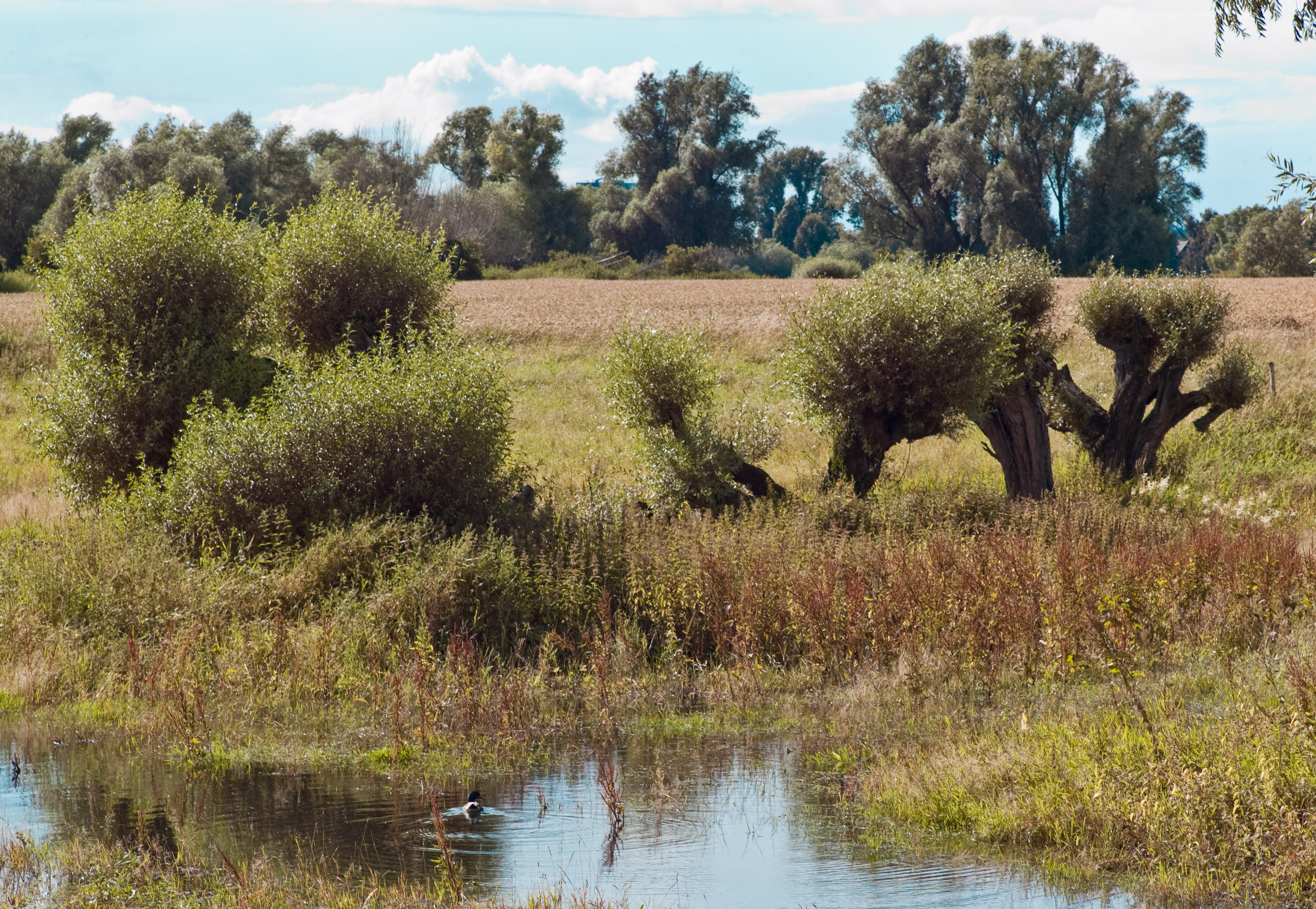
Uedesheimer Rheinaue
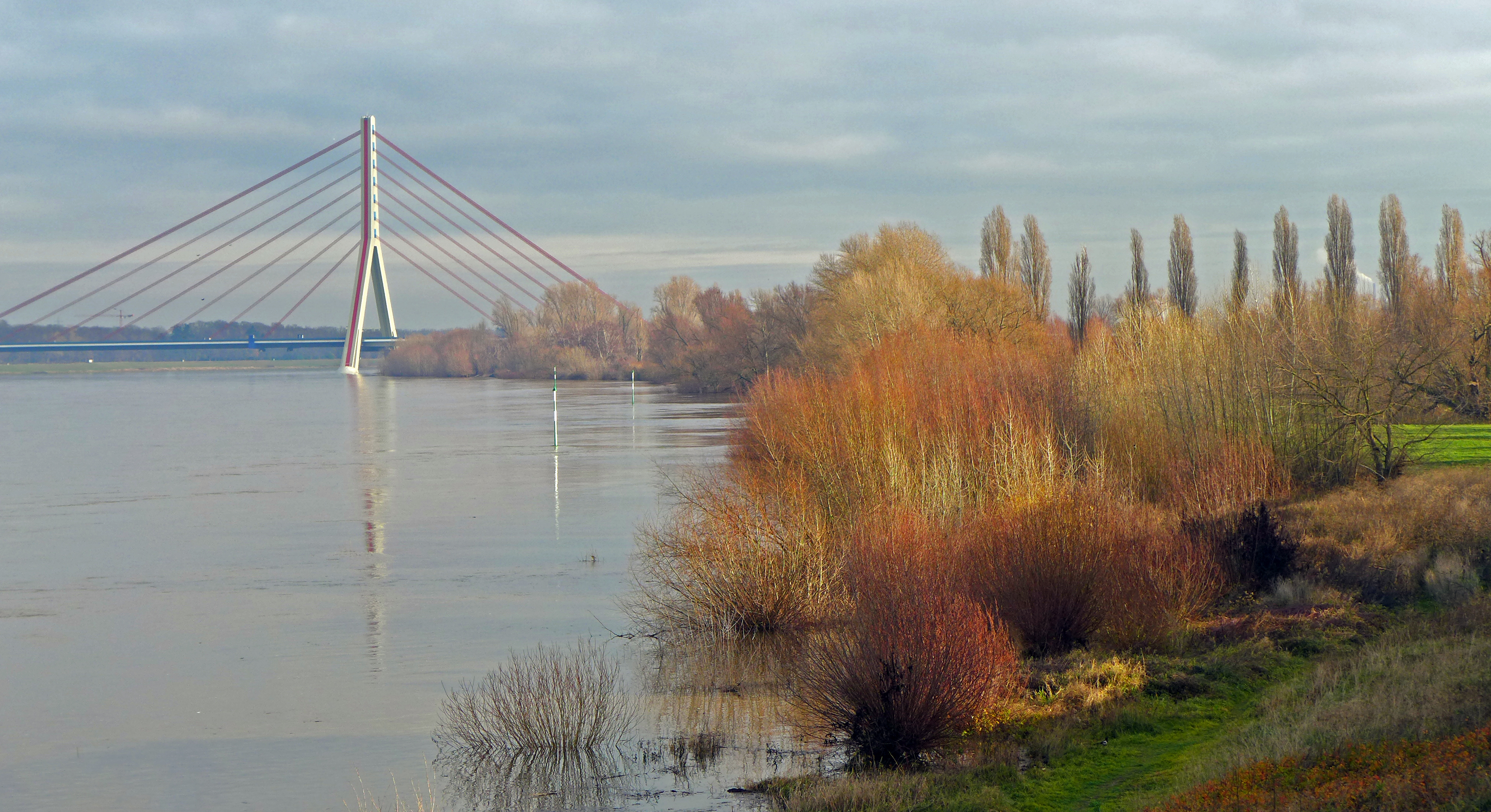
Rhein bei Grimlinghausen
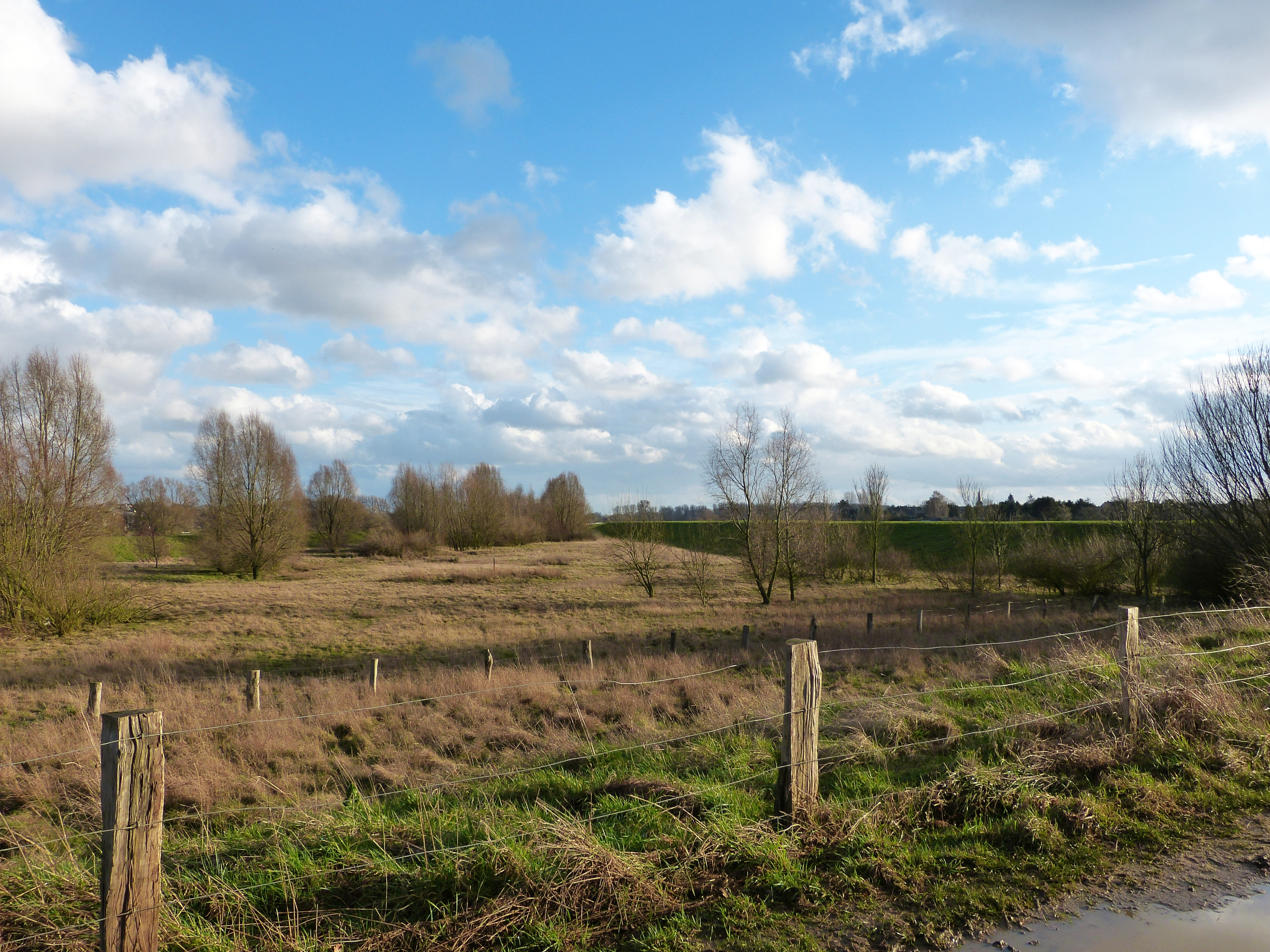
Die Rheinaue
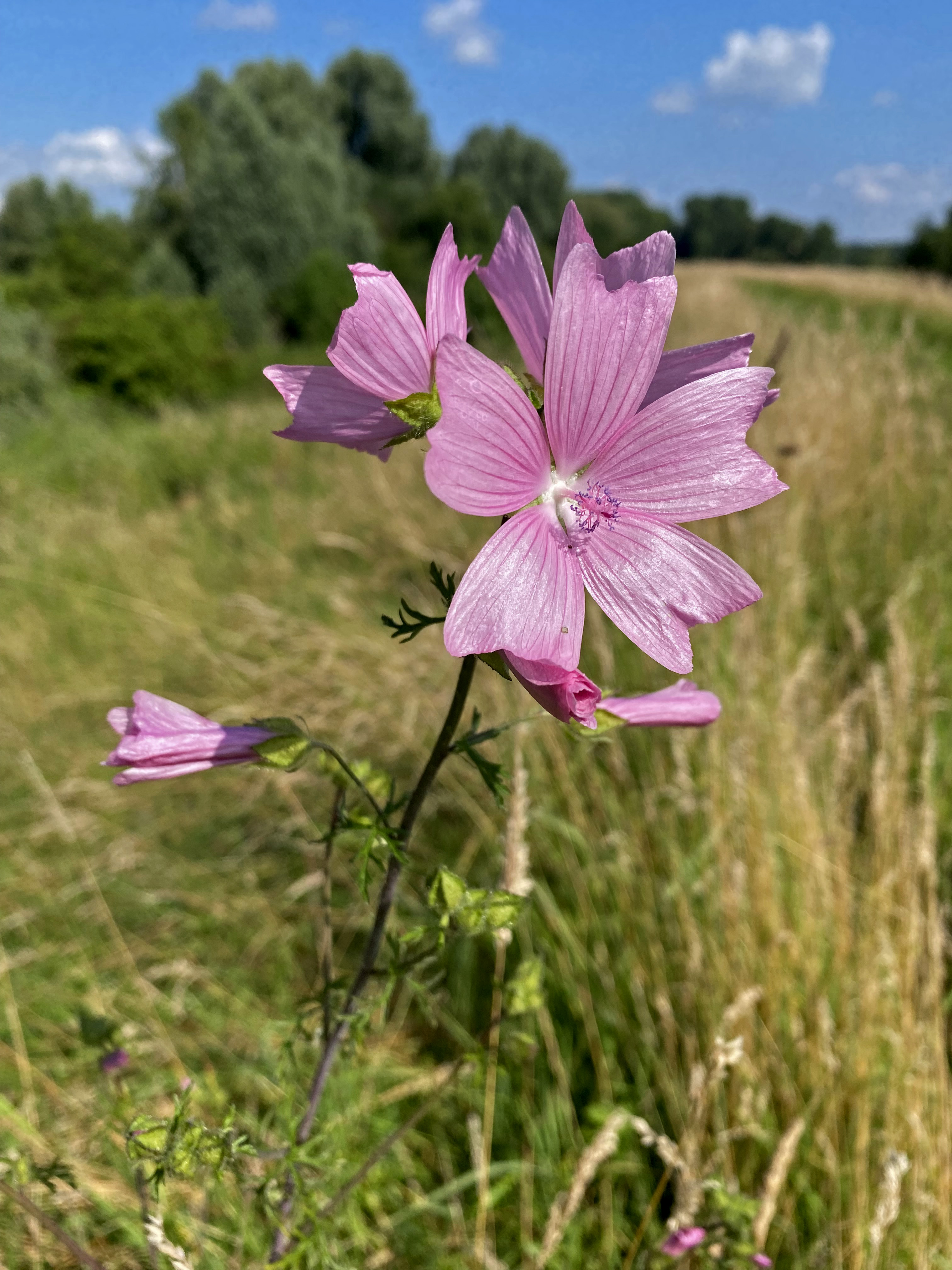
Die Moschus-Malve liebt den trockeneren Rheindeich
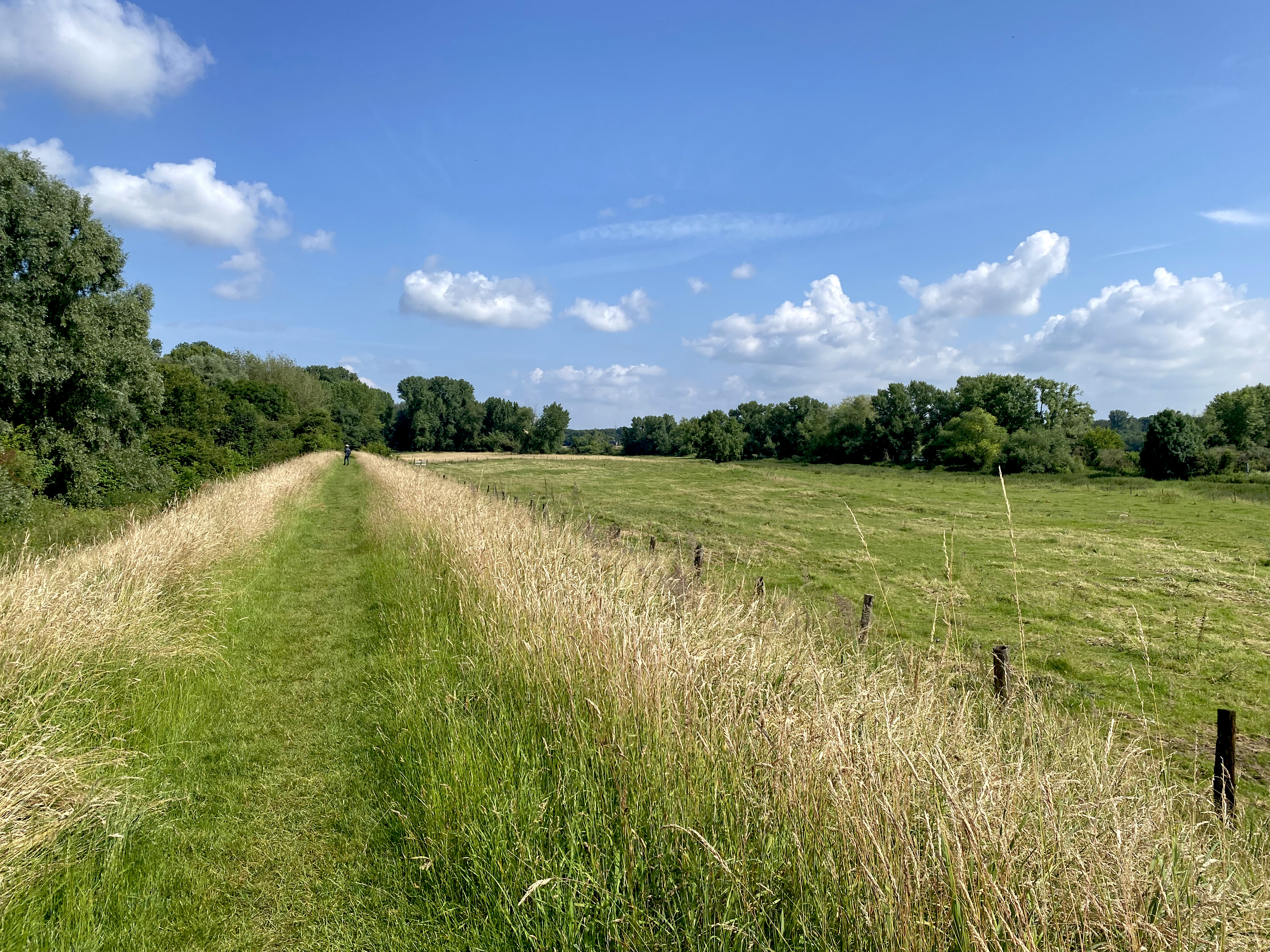
Rheindeich im NSG
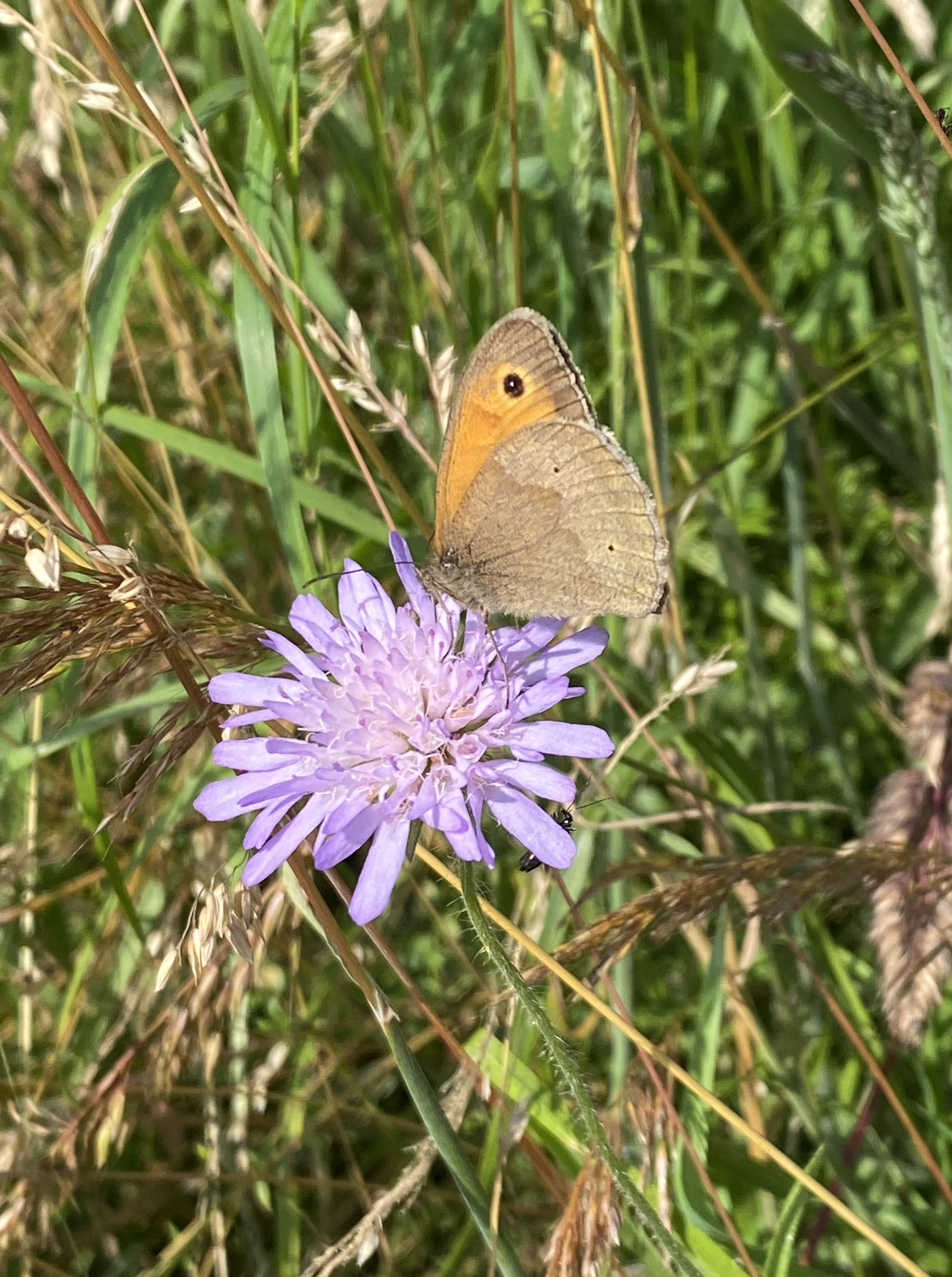
Falter (Ochsenauge) auf Wiesen-Witwenblume – Rheindeich im NSG
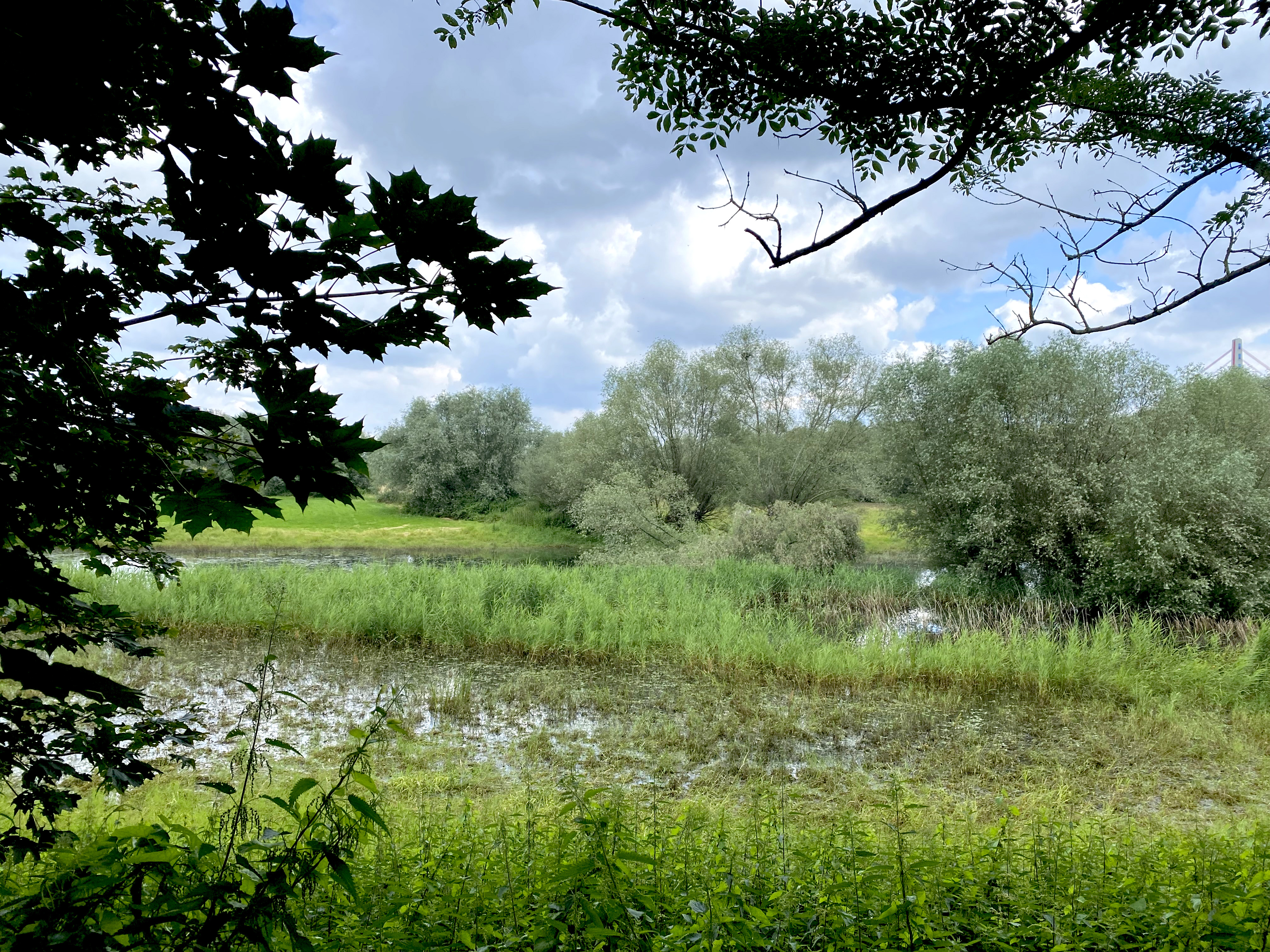
Feuchtgebiet östlich Grimlinghausen
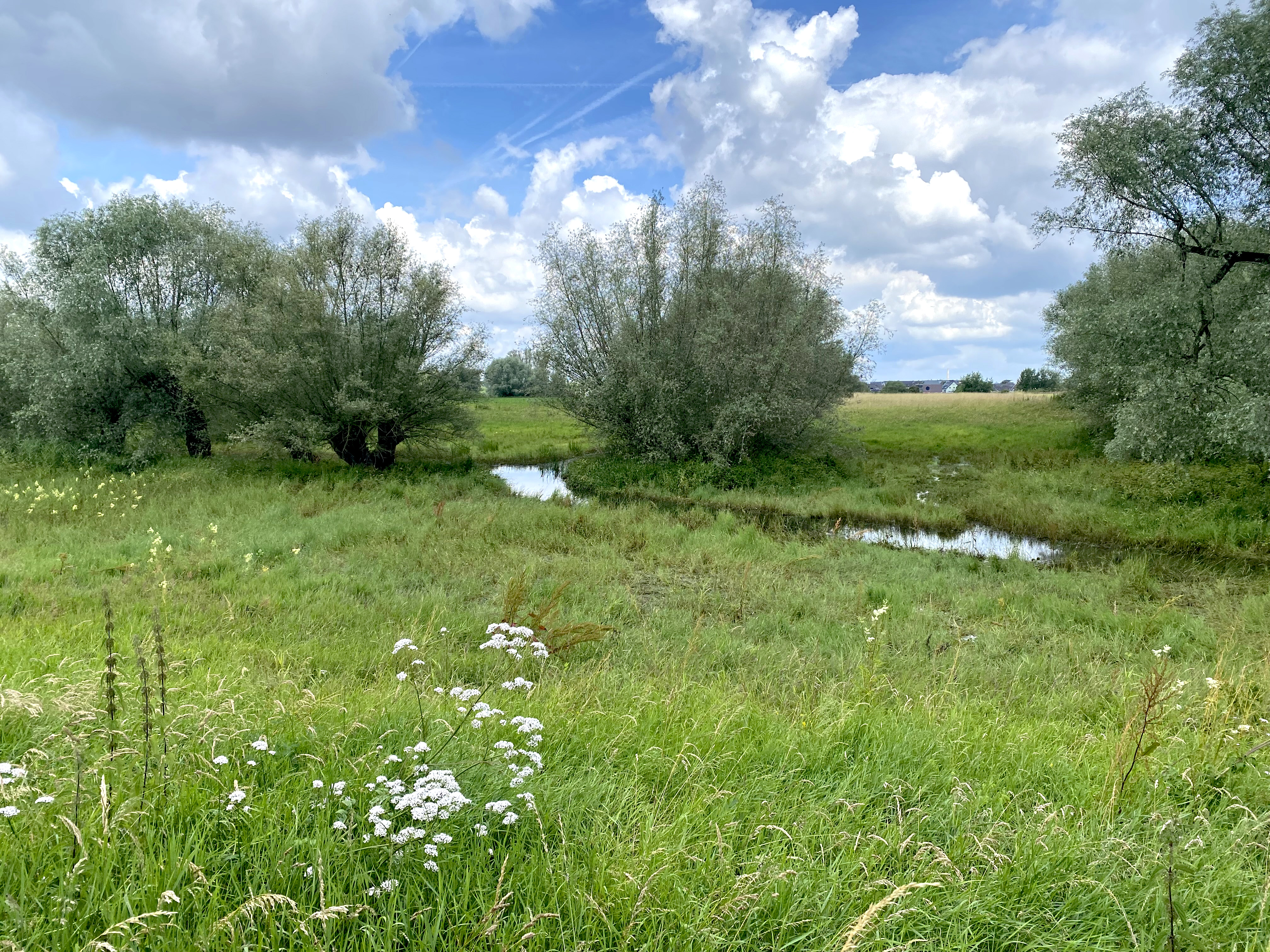
Graben zwischen Fleher Brücke und Grimlinghausen
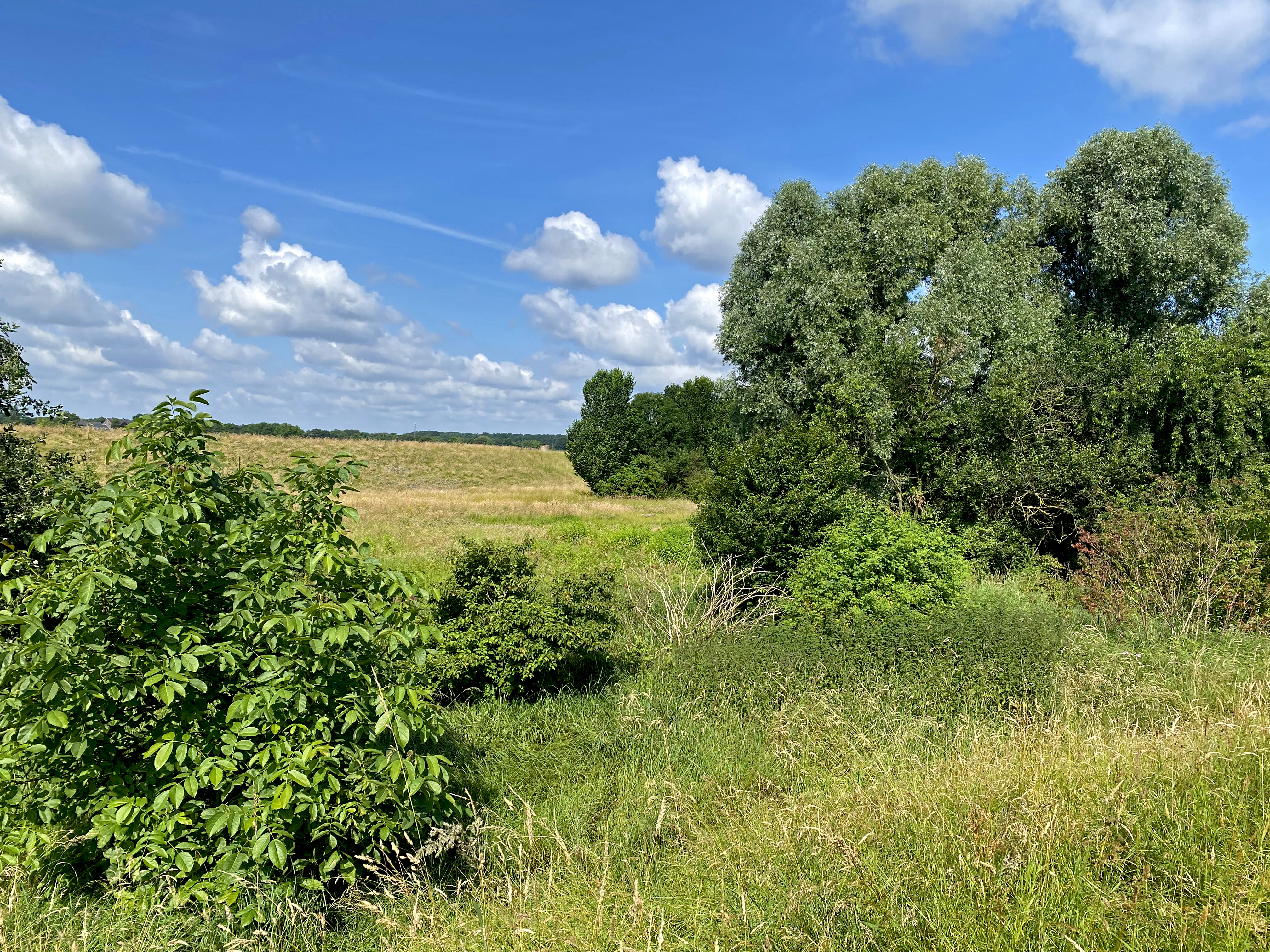
Gehölzgruppen der Rheinaue –  geschützt zwischen zwei Rheindeichen
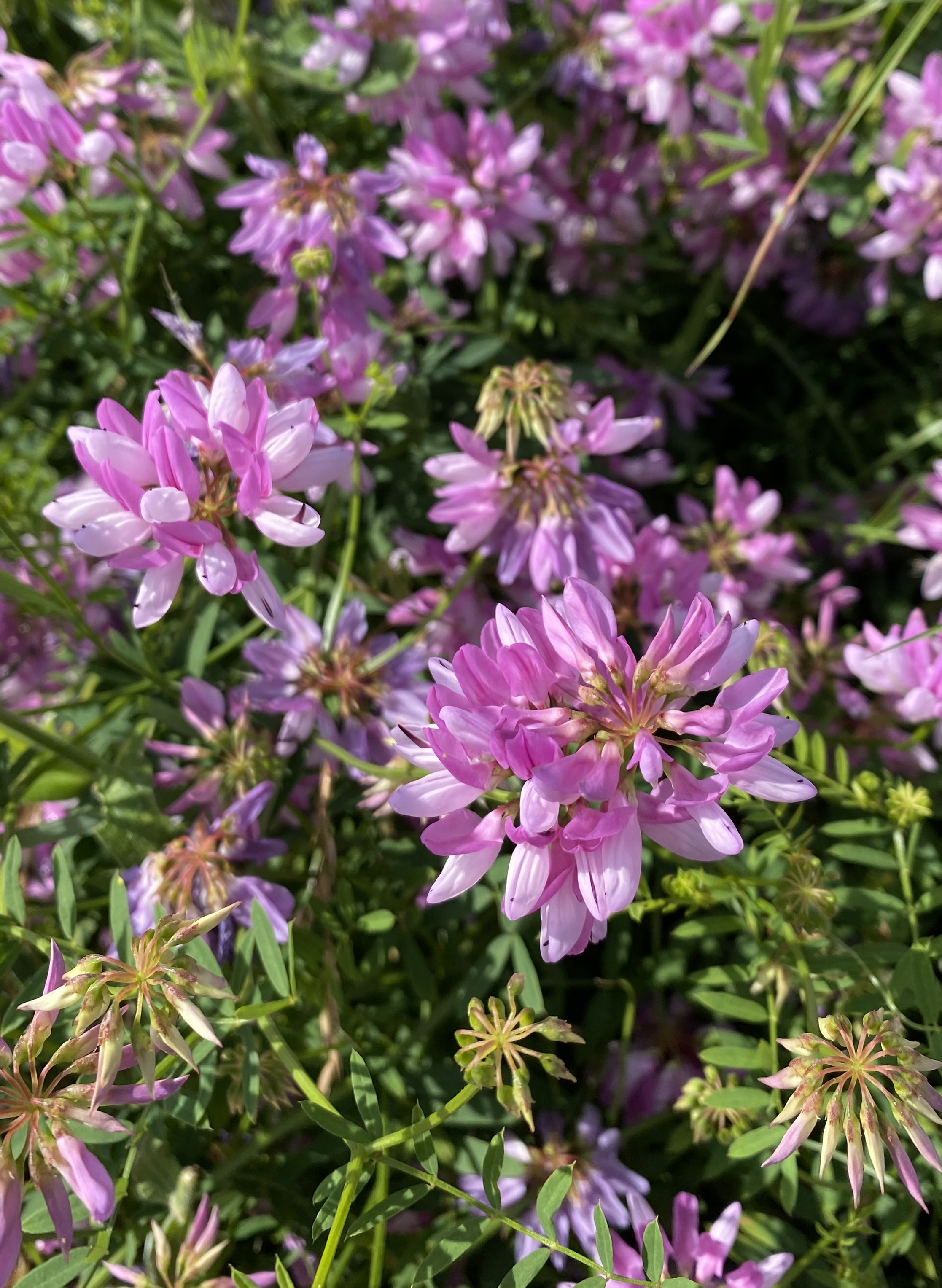
Bunte Kronwicke auf dem Deich
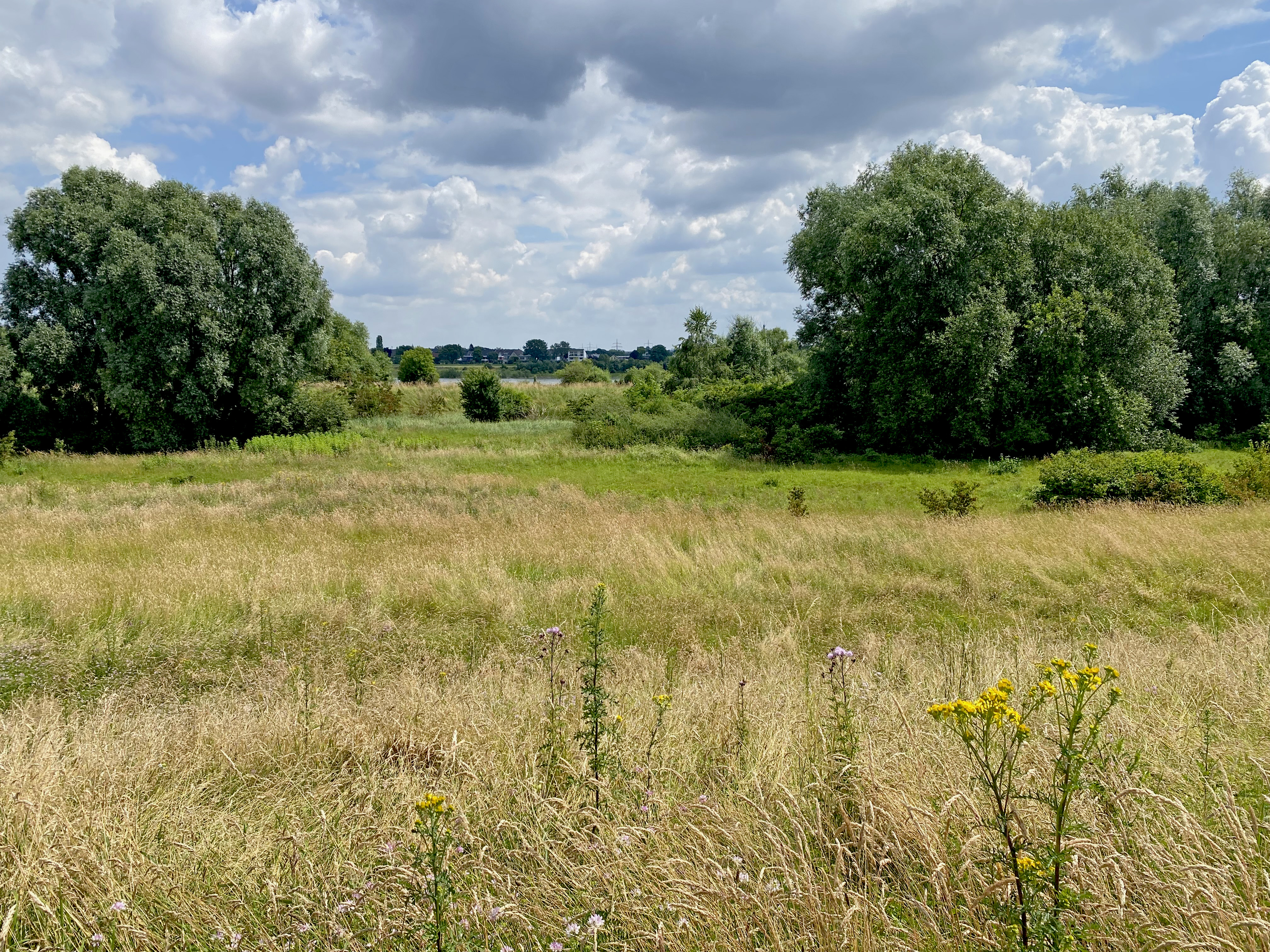
Glatthaferwiese zwischen Deich und Rhein
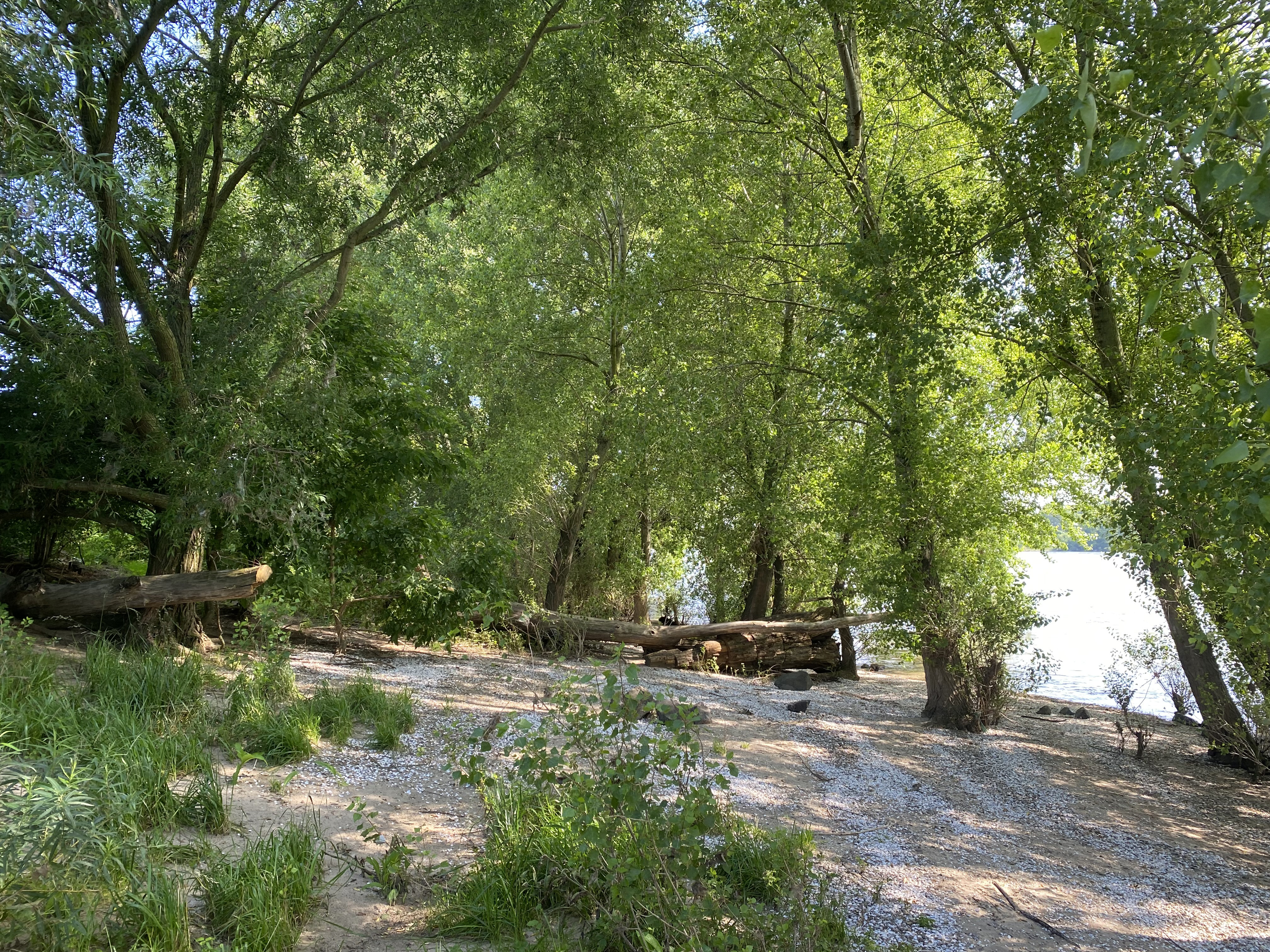
Totholz am Rheinufer